# European Article Number

Código de barras EAN-13. El primer dígito siempre se sitúa fuera del código. Además, el signo antilambda (>) se utiliza para indicar «zonas en blanco», necesarias para que los escáneres de códigos de barras funcionen correctamente.

El número de artículo europeo (en inglés European Article Number o EAN) es un sistema de códigos de barras adoptado por más de cien países y cerca de un millón de empresas. En el año 2005, la asociación EAN se fusionó con la UCC para formar una nueva y única organización mundial identificada como GS1, con sede en Bélgica.

## Estructura y partes
El código EAN más usual es EAN-13, constituido por trece (13) dígitos y con una estructura dividida en cuatro partes:
- Los primeros dígitos del código de barras EAN identifican el país que otorgó el código, no el país de origen del producto. Por ejemplo, en Chile se encarga de ello una empresa responsable adscrita al sistema EAN y su código es el 780.
- Composición del código: 
  - Código del país: en donde radica la empresa, compuesto por tres (3) dígitos.
  - Código de empresa: es un número compuesto por cuatro o cinco dígitos, que identifica al propietario de la marca. Es asignado por la asociación de fabricantes y distribuidores (AECOC).[5]
  - Código de producto: completa los doce primeros dígitos.
  - Dígito de control: para comprobar el dígito de control (por ejemplo, inmediatamente después de leer un código de barras mediante un escáner), numeramos los dígitos de derecha a izquierda. A continuación se suman los dígitos de las posiciones impares, el resultado se multiplica por 3, y se le suman los dígitos de las posiciones pares. Se busca decena inmediatamente superior y se le resta el resultado obtenido. El resultado final es el dígito de control. Si el resultado es múltiplo de 10 el dígito de control será cero (0).

Por ejemplo, para 123456789041 el dígito de control será:
- Numeramos de derecha a izquierda: 140987654321
- Suma de los números en los lugares Impares: 1 + 0 + 8 + 6 + 4 + 2 = 21
- Multiplicado (por 3): 21 × 3 = 63
- Suma de los números en los lugares pares: 4 + 9 + 7 + 5 + 3 + 1 = 29
- Suma total: 63 + 29 = 92
- Decena inmediatamente superior: 100
- Dígito de control: 100 - 92 = 8

El código quedará así: 1234567890418.

## Algoritmo informático

### Perl
```
# Cálculo del dígito de control EAN

my
 
$ean
      
=
 
'750863367001'
;
             
# Valor de prueba

my
 
$checksum
 
=
 
1000
;
           

my
 
$i
        
=
 
0
;

for
 
my
 
$digit
 
(
split
 
//
,
 
reverse
 
$ean
)
 
{
   
# Recorremos el $ean de forma inversa, dígito por dígito

    
$checksum
                              
# Modificamos $checksum

       
-=
 
$i
++
 
%
 
2
                         
# según la posición del dígito:

        
?
 
$digit
                           
# posición impar

        
:
 
$digit
*
3
                         
# posición par

        
;

}

$checksum
 
%
=
 
10
;
                           
# Ajustamos a la decena inmediatamente inferior

print
 
"Dígito de control: $checksum\n"
;

print
 
"Código EAN: $ean$checksum\n"
;

```

### PHP
```
//
 
Cálculo
 
del
 
dígito
 
de
 
control
 
EAN

function
 
ean13_checksum
 
(
$message
)
 
{

  $checksum = 0;

  foreach (str_split(strrev($message)) as $pos => $val) {

    $checksum += $val * (3 - 2 * ($pos % 2));

  }

  return ((10 - ($checksum % 10)) % 10);

}

//
 
Valor
 
de
 
prueba
 
(
sin
 
dígito
 
de
 control
)

$ean
 
=
 
'931804231236';

echo
 
'Digito
 
de
 
control:
 
',
 
ean13_checksum
(
$ean
)
;

```

### C#
```
// Cálculo del dígito de control EAN

string
 
ean
 
=
 
"123456789012"
;

int
 
sum
 
=
 
0
;

int
 
sumOdd
 
=
 
0
;

var
 
digit
 
=
 
0
;

for
 
(
int
 
i
 
=
 
ean
.
Length
;
 
i
 
>=
 
1
;
 
i
--
)

{

    
digit
 
=
 
Convert
.
ToInt32
(
ean
.
Substring
(
i
 
-
 
1
,
 
1
));

    
if
 
(
i
 
%
 
2
 
!=
 
0
)

    
{

       
sumOdd
 
+=
 
digit
;

    
}

    
else

    
{

       
sum
 
+=
 
digit
;

    
}

}

digit
 
=
 
(
sumOdd
)
 
+
 
(
sum
 
*
 
3
);

int
 
checkSum
 
=
 
(
10
 
-
 
(
digit
 
%
 
10
))
 
%
 
10
;

Console
.
Write
(
"Dígito de control: "
 
+
 
checkSum
.
ToString
());

```

### Python 3
```
EAN
 
=
 
"123456789041"

def
 
ean_checksum
(
code
:
 
str
)
 
->
 
int
:

    
digits
 
=
 
[
int
(
i
)
 
for
 
i
 
in
 
reversed
(
code
)]

    
return
 
(
10
 
-
 
(
3
 
*
 
sum
(
digits
[
0
::
2
])
 
+
 
(
sum
(
digits
[
1
::
2
]))))
 
%
 
10

print
(
f
"Dígito de control: 
{
ean_checksum
(
EAN
)
}
"
)

```

### Python 2
```
EAN
 
=
 
"123456789041"

def
 
eanCheck
(
ean
):

    
checksum
 
=
 
0

    
for
 
i
,
 
digit
 
in
 
enumerate
(
reversed
(
ean
)):

        
checksum
 
+=
 
int
(
digit
)
 
*
 
3
 
if
 
(
i
 
%
 
2
 
==
 
0
)
 
else
 
int
(
digit
)

    
    
return
 
(
10
 
-
 
(
checksum
 
%
 
10
))
 
%
 
10

print
 
"Digito de control: 
%d
"
 
%
eanCheck
(
EAN
)

```

### Visual Basic 6.0
```
'Verifica que sea un código EAN válido

Function
 
EanValido
(
ByVal
 
Ean
 
As
 
String
)
 
As
 
Boolean

    
Dim
 
Sum
 
As
 
Integer
,
 
Digit
 
As
 
Integer
,
 
i
 
As
 
Integer

    

    
Sum
 
=
 
0

    
For
 
i
 
=
 
1
 
To
 
Len
(
Ean
)
 
-
 
1

        
Digit
 
=
 
Mid
(
Ean
,
 
i
,
 
1
)

        
Sum
 
=
 
Sum
 
+
 
Digit
 
*
 
IIf
(
i
 
Mod
 
2
 
=
 
0
,
 
3
,
 
1
)

    
Next

 

    
EanValido
 
=
 
Right
(
Ean
,
 
1
)
 
=
 
((
10
 
-
 
Sum
 
Mod
 
10
)
 
Mod
 
10
)

End
 
Function

```

### JavaScript
```
// Cálculo del dígito de control EAN

function
 
ean13_checksum
(
message
)
 
{

    
var
 
checksum
 
=
 
0
;

    
message
 
=
 
message
.
split
(
''
).
reverse
();

    
for
(
var
 
pos
 
in
 
message
){

        
checksum
 
+=
 
message
[
pos
]
 
*
 
(
3
 
-
 
2
 
*
 
(
pos
 
%
 
2
));

    
}

    
return
 
((
10
 
-
 
(
checksum
 
%
 
10
 
))
 
%
 
10
);

}

// Valor de prueba (sin dígito de control)

var
 
ean
 
=
 
'123456789041'
;

console
.
log
(
ean13_checksum
(
ean
));

```

### Bash compatible
```
ean13_checksum
 
()

{

	
local
 
EAN
=
"
$1
"

	
local
 
Test
=
''

	
local
 
CurDigit
=
''

	
local
 
CurReversePos
=
''

	
local
 
CurPos
=
''

	
local
 
OddSum
=
''

	
local
 
EvenSum
=
''

	
local
 
TotalSum
=
''

	
local
 
UpperTenth
=
''

	
local
 
Value
=
0

	

	
Test
=
"
$(
printf
 
'%s'
 
"
$EAN
"
 
|
 
sed
 
-e
 
's|[^0123456789]||g'
)
"

	
if
 
[
 
"
$EAN
"
 
!
=
 
""
 
]
 
&&
 
[
 
"
$Test
"
 
=
 
"
$EAN
"
 
]
 
;
 
then

		
CurDigitNr
=
${#
EAN
}

		
CurReversePos
=
1

		
while
 
[
 
$CurDigitNr
 
-gt
 
0
 
]
 
;
 
do

			
CurDigit
=
"
$(
printf
 
'%s'
 
"
$EAN
"
 
|
 
cut
 
-c
 
${
CurDigitNr
}
-
${
CurDigitNr
}
)
"

			
if
 
[
 
$((
CurReversePos
 
%
 
2
))
 
-ne
 
0
 
]
 
;
 
then

				
OddSum
=
$((
OddSum
 
+
 
CurDigit
))

			
else

				
EvenSum
=
$((
EvenSum
 
+
 
CurDigit
))

			
fi

			
CurReversePos
=
$((
CurReversePos
 
+
 
1
))

			
CurDigitNr
=
$((
CurDigitNr
 
-
 
1
))

		
done

		
OddSum
=
$((
OddSum
 
*
 
3
))

		
TotalSum
=
$((
OddSum
 
+
 
EvenSum
))

		
if
 
[
 
${#
TotalSum
}
 
-eq
 
1
 
]
 
;
 
then

			
UpperTenth
=
10

		
else

			
UpperTenth
=
"
$(
printf
 
'%s'
 
"
$TotalSum
"
 
|
 
sed
 
-e
 
's|.$||'
)
"

			
UpperTenth
=
"
$((
UpperTenth
 
+
 
1
))
0"

		
fi

		
Value
=
$((
UpperTenth
 
-
 
TotalSum
))

		
CurPos
=
${#
Value
}

		
echo
 
"
$Value
"
 
|
 
cut
 
-c
 
${
CurPos
}
-
${
CurPos
}

	
fi

}

ean13_checksum
 
123456789041

```

### ABAP
```
    
CALL FUNCTION
 
'MARA_EAN11'

         
EXPORTING

              
P_MATNR
      
=
 
MARA
-
MATNR

              
P_NUMTP
      
=
 
MARA
-
NUMTP

              
P_EAN11
      
=
 
MARA
-
EAN11

              
P_MEINH
      
=
 
MARA
-
MEINS

              
RET_EAN11
    
=
 
LMARA
-
EAN11

              
RET_NUMTP
    
=
 
LMARA
-
NUMTP

              
BINPT_IN
     
=
 
SY
-
BINPT

              
P_MESSAGE
    
=
 
' '

              
ERROR_FLAG
   
=
 
EAN_FEHLERFLG

              
P_HERKUNFT
   
=
 
'A'
         
" Für Abmessungen / EAN

              
GDS_RELEVANT
 
=
 
MARA
-
GDS_RELEVANT

         
IMPORTING

            
P_NUMTP
      
=
 
MARA
-
NUMTP

            
P_EAN11
      
=
 
MARA
-
EAN11

            
VB_FLAG_MEAN
 
=
 
RMMG2
-
VB_MEAN

            
MSGID
        
=
 
MSGID
       
" s. weiter unten

            
MSGTY
        
=
 
MSGTY

            
MSGNO
        
=
 
MSGNO

            
MSGV1
        
=
 
MSGV1

            
MSGV2
        
=
 
MSGV2

            
MSGV3
        
=
 
MSGV3

            
MSGV4
        
=
 
MSGV4

       
TABLES

            
MARM_EAN
     
=
 
MARM_EAN

            
MEAN_ME_TAB
  
=
 
MEAN_ME_TAB
 
" NEU: AHE 24.10.95

          
ME_TAB
       
=
 
ME_TAB

          
YDMEAN
       
=
 
YDMEAN

     
EXCEPTIONS

          
EAN_ERROR
    
=
 
1

          
OTHERS
       
=
 
2
....

```

### Delphi
```
// Cálculo del dígito de control EAN

function
 
cc_CalcDV_Ean
(
Ean
:
 
String
)
:
 
Integer
;
 

{ Calcula y devuelve el dígito verificador de una cadena de código EAN13 o EAN8

  Devcuelve -1 en caso de ser incorrecto. }

var

  
SP
,
 
SI
,
 
I
,
 
L
:
Integer
;

  
Impar
:
 
Boolean
;

begin

  
L
:=
 
Length
(
Ean
)
;

  
if
 
(
L
=
8
)
 
or
 
(
L
=
13
)
 
then

    
begin

    
SI
:=
 
0
;

    
SP
:=
 
0
;

    
I
:=
 
L
-
1
;

    
Impar
:=
 
Odd
(
L
)
;

    
repeat
                                     
// Bucle para sumar los valores discriminando posiciones pares e impares

      
if
 
Impar
 
then
 
SI
:=
 
SI
 
+
 
StrToInt
(
Ean
[
I
])
 
else
 
SP
:=
 
SP
 
+
 
StrToInt
(
Ean
[
I
])
;

      
Impar
:=
 
not
 
Impar
;

      
I
:=
 
I
 
-
 
1
;

    
until
 
I
 
=
0
;

    
if
 
Impar
 
then
 
SI
:=
 
SI
*
3
 
else
 
SP
:=
 
SP
*
3
;
    
// Multiplica por tres según la longitud del código

    
Result
:=
 
10
-
(
SI
+
SP
)
 
mod
 
10
;
                
// Calcula el dígito de verificación

  
end
 
else
 
Result
:=
 
-
1
;

end
;

```

### Java
```
/**

 * Cálculo del código de control

 */

private
 
int
 
controlCodeCalculator
(
String
 
firstTwelveDigits
)

{

     
char
[]
 
charDigits
 
=
 
firstTwelveDigits
.
toCharArray
();

     
int
[]
 
ean13
 
=

     
{

        
1
,
 
3

     
};

     
int
 
sum
 
=
 
0
;

     
for
(
int
 
i
 
=
 
0
;
 
i
 
<
 
charDigits
.
length
;
 
i
++
)

     
{

         
sum
 
+=
 
Character
.
getNumericValue
(
charDigits
[
i
]
)
 
*
 
ean13
[
i
 
%
 
2
]
;

     
}

     
int
 
checksum
 
=
 
10
 
-
 
sum
 
%
 
10
;

     
if
(
checksum
 
==
 
10
)

         
checksum
 
=
 
0
;

     
return
 
checksum
;

}

```

### SQL
```
DECLARE
 
@
initialBarcode
 
VARCHAR
(
13
),
 
@
auxBarcode
 
VARCHAR
(
13
),
 
@
finalBarcode
 
VARCHAR
(
13
)

SET
 
@
auxBarcode
 
=
  
REVERSE
(
@
initialBarcode
)

DECLARE
 
@
verifierCode
 
INT
 
=
 
0

SELECT
 

	
@
verifierCode
 
=
 
CASE
 

		
WHEN
 
i
 
%
 
2
 
=
 
0
 
THEN
 

			
@
verifierCode
 
+
 
SUBSTRING
(
@
auxBarcode
,
 
i
,
 
1
)
 

		
ELSE

			
@
verifierCode
 
+
 
(
SUBSTRING
(
@
auxBarcode
,
 
i
,
 
1
)
 
*
 
3
)

	
END

FROM
  
dbo
.
NumbersTable
(
1
,
12
,
1
)
 
--- FALTA ESTO EN EL SQL

SET
 
@
verifierCode
 
=
 
RIGHT
((
10
 
-
 
RIGHT
(
@
verifierCode
,
1
)),
1
)

SET
 
@
finalBarcode
 
=
 
CONCAT
(
@
initialBarcode
,
 
@
verifierCode
)

RETURN
 
@
finalBarcode

```

### MATLAB
```
if
 
isnumeric
(
ean
)

    
ean
 
=
 
sprintf
(
'%013d'
,
 
ean
);

end
;

checksum
 
=
 
sum
((
ean
(
1
:
end
-
1
)
-
'0'
)
.*
(
rem
([
0
:
11
],
2
)
*
2
+
1
));

if
 
rem
(
10
 
-
 
(
rem
(
checksum
,
10
)),
 
10
)
 
~=
 
ean
(
13
)
-
'0'

    
disp
(
'El checksum no parece ser correcto'
)

end
;

```

### Visual FoxPro
```
FUNCTION
 DIGITO_VERIFICADOR_EAN

LPARAMETERS
 tcCodigoBarras

LOCAL
 lnSuma, lnI, lnDigito, lnDigitoVerificador
   
  
lnSuma
 = 0
   
  
FOR
 lnI = 
Len
(tcCodigoBarras) TO 1 STEP -1
    
lnDigito
 = 
Val
(
Substr
(tcCodigoBarras, lnI, 1))
    
IF
 (
Mod
(
Len
(tcCodigoBarras) - lnI + 1, 2)) <> 0 THEN
      
lnSuma
 = lnSuma + lnDigito * 3
    
ELSE

      
lnSuma
 = lnSuma + lnDigito
    
ENDIF

  
ENDFOR

   
  
lnDigitoVerificador
 = 
Mod
(10 - 
Mod
(lnSuma, 10), 10)
   
  
RETURN
 (lnDigitoVerificador)

ENDFUNC

```

### Excel
El ejemplo calcula un EAN13 para la celda A1, si fuera 123456789041 añadiría un 8 como dígito de control
```
=SI(LARGO(A1)>12;"MAS de 13";SI(ESERROR(A1*1);"NO NUMERICO";CONCATENAR(REPETIR(0;12-LARGO(A1));A1)&RESIDUO((10-(DERECHA(((SI.ERROR(VALOR(EXTRAEB(TEXTO(A1;0);2;1));"0")+(SI.ERROR(VALOR(EXTRAEB(TEXTO(A1;0);4;1));"0"))+(SI.ERROR(VALOR(EXTRAEB(TEXTO(A1;0);6;1));"0"))+(SI.ERROR(VALOR(EXTRAEB(TEXTO(A1;0);8;1));"0"))+(SI.ERROR(VALOR(EXTRAEB(TEXTO(A1;0);10;1));"0"))+(SI.ERROR(VALOR(EXTRAEB(TEXTO(A1;0);12;1));"0")))*3)+(SI.ERROR(VALOR(EXTRAEB(TEXTO(A1;0);1;1));"0")+(SI.ERROR(VALOR(EXTRAEB(TEXTO(A1;0);3;1));"0"))+(SI.ERROR(VALOR(EXTRAEB(TEXTO(A1;0);5;1));"0"))+(SI.ERROR(VALOR(EXTRAEB(TEXTO(A1;0);7;1));"0"))+(SI.ERROR(VALOR(EXTRAEB(TEXTO(A1;0);9;1));"0"))+(SI.ERROR(VALOR(EXTRAEB(TEXTO(A1;0);11;1));"0")));1)));10)))

```

### LibreOffice Calc & Google Sheets
El ejemplo calcula un EAN13 para la celda A6, si fuera 123456789041 añadiría un 8 como dígito de control
```
=IF(ISNUMBER(VALUE(A6));
    IF(LEN(A6)=12
       ;A6&IF(MOD(
              (MID(A6;2;1)+MID(A6;4;1)+MID(A6;6;1)+
              MID(A6;8;1)+MID(A6;10;1)+MID(A6;12;1))*3+
              LEFT(A6;1)+MID(A6;3;1)+MID(A6;5;1)+
              MID(A6;7;1)+MID(A6;9;1)+MID(A6;11;1)
                       ;10)=0;0;10-MOD(
              (MID(A6;2;1)+MID(A6;4;1)+MID(A6;6;1)+
              MID(A6;8;1)+MID(A6;10;1)+MID(A6;12;1))*3+
              LEFT(A6;1)+MID(A6;3;1)+MID(A6;5;1)+
              MID(A6;7;1)+MID(A6;9;1)+MID(A6;11;1)
                       ;10)
           )
       ;"Deben ser 12 dígitos")
    ;"Deben ser dígitos")

```

### C
```
// Se presupone que la variable ean contiene un código EAN válido

char
 
ean
[
13
]
 
=
 
"123456789041"
;

char
 
*
car
 
=
 
ean
 
+
 
12
;

int
 
par
 
=
 
!
0
;

int
 
control
 
=
 
0
;

int
 
num
;

while
(
car
--
 
-
 
ean
)
 
{

    
num
 
=
 
*
car
 
-
 
'0'
;

    
if
(
par
)
 
num
 
*=
 
3
;

    
par
 
=
 
!
par
;

    
control
 
+=
 
num
;

}

return
 
10
 
-
 
control
 
%
 
10
;

```

### Ruby
```
# controlar que el código EAN sea válido

def
 
ean_valid?
(
code
)

    
digits
 
=
 
code
.
split
(
''
)
.
map
(
&
:to_i
);

    
sum
 
=
 
(
0
...
(
digits
.
size
-
1
))
.
sum
{
|
i
|
 
digits
[
i
]
 
*
 
(
i
.
odd?
 
?
 
3
 
:
 
1
)}

    
digits
.
last
 
==
 
(
10
 
-
 
sum
)
 
%
 
10
 

end

```

### Dart
```
// controlar que el código EAN sea válido

bool
  
eanValid
(
String
 
code
)
 
{

    
final
 
digits
 
=
 
code
.
split
(
''
).
map
((
x
)
 
=>
 
int
.
parse
(
x
)).
toList
();

    
var
 
sum
 
=
 
0
;

    
for
 
(
var
 
i
 
=
 
0
;
 
i
 
<
 
digits
.
length
 
-
 
1
;
 
i
++
)
 
{

      
sum
 
+=
 
digits
[
i
]
 
*
 
(
i
.
isOdd
 
?
 
3
 
:
 
1
);

    
}

    
return
 
digits
.
last
 
==
 
(
10
 
-
 
sum
)
 
%
 
10
;

  
}

```